# Слоговно писмо
Слоговно или силабичко писмо јесте скуп симбола за писање који представљају слогове или море, а који пак тиме формирају речи. Слоговни знак, који се назива „силабограм”, обично представља запис једног (опционог) консонантског гласа (тзв. приступа слога), коме следи вокалски глас (језгро слога), па се тада говори о ЦВ-слогу или В-слогу. Међутим у слоговним се писмима наилази и на друге фонографске комбинације, као што су CVC и CV-слогови.

## Врсте
Једно писмо које користи слоговни запис јесте комплетно ако покрива све слогове у одговарајућем говорном језику без потребе за сложеним ортографским / графемским правилима, као што су имплицитни кодови (C1V〉 ⇒ /C1VC2/), неми вокали (C1V1+C2V2〉 ⇒ /C1V1C2/) или ехо вокали (C1V1+C2V1〉 ⇒ /C1V1C2/). То отприлике одговара тзв. простом правопису у алфабетским писмима, тј. правопису у којем се писање и изговор већином поклапају.
Прави силабограми су они који обухватају све делове слога, тј. почетни приступ, средишње језго и завршну коду, но како су приступ и кода бар у неким језицима необавезни, постоје ови прави силабограми: средњи (језгро), почетни (приступ-језгро), завршни (језгро-кода) и потпуни (приступ-језгро-кода). Вечина слоговних писама садржи само једну или две врсте силабограма, а друге слогове прави помоћу графемских правила.
Силабограми, а тако и слоговна писма, могу бити чисти, аналитички или арбитрарни ако немају графичких сличности које одговарају фоничним сличностима, тј. ако нпр. симбол за ка ни на какав предвидљив начин не наликује симболу за ки нити симболу за а. Синтетички су ако се разликују по приступу слога, језгру или коди, односно систематски ако се разликују по свим овим елементима. Неки лингвисти, нпр. Даниелс слоговним писмима називају само она аналитичка, док за друге врсте по потреби предлажу друге називе (абугида, абјад).

## Примена слоговних писама
Међу језицима који користе силабичко писмо јесу микенски грчки (Линеар Б), северноамерички Чероки, афрички језик Вај, креолски Ндјика језик писан Афака писмом, Ји језик, а раније и Нушу за језик Јао народа у Кини. Осим тога, постоји теза да је и критски Линеар А користио слоговно писмо, међутим тај језик још увек није дешифрован, па ни тип писма није поуздано утврђен. Кинеско, сумерско и акадско кунеифромно те мајански хијероглифи углавном су по природи слоговна писма, премда заснована на логограмима. Због тога се понекад називају и логосилабичким.
У савременом јапанском језику користе се два слоговна писма: хирагана и катакана (настала око 700. године), која се заједничким именом зову кана. Углавном се користе за писање неких домаћих речи и граматичких елемената, као и страних речи, нпр. хотел се пише с три знака: ホテル (хо-те-ру). Како у јапанском има доста слогова са структуром CV (консонант + вокал), слоговно је писмо погодно за записивање овог језика. Међутим, као што је случај с многим слоговним писмима, вокалски низови и завршни консонанти пишу се одвојеним знацима, тако да се нпр и atta и kaita пишу с три знака: あった (a-t-ta) и かいた (ka-i-ta). Због тога се ово писмо понекад назива морачким.
Језици који данас користе слоговно писмо углавном имају једноставну фонотактику, у којој преовлађују мономорачки (CV) слогови. На пример, саврамено Ји писмо користи се за записивање језика који нема дифтонга или слоговних кода; неуобичајено за слоговна писма, постоји посебан знак за сваку консонантско-вокалско-тонску (CVT) комбинацију у језику (осим једног тона који је обележен дијакритичким знаком).
Мало је слоговних писама који имају знакове за слогове који нису мономорачки, а она писма која су их и имала временом су се поједноставила да би избегла ту сложеност. На пример, у Вај писму првобитно су постојали посебни знакови за слогове који су се завршавали на коду (doŋ), на дуги вокал (soo) и на дифтонг (bai), премда није било довољно знакова за разликовање свих CV-комбинација (неке разлике су игнорисане). У савременом Вај писму покривене су све море, али су истовремено искључени сви други слогови. Биморачки слогови сада се пишу с два знака, као у јапанском: дифтонзи се пишу помоћу V или hV знакова, а назална кода пише се помоћу знака за ŋ, који у Вај језику може и сам за себе творити слог.
У Линеару Б, којим је писан микенски грчки, језик с комплексним слоговима, сложени консонантски приступи слогова писани су или с два знака или су упрошћавани у један, док су коде већином игнорисане, нпр. „ко-но-со” за Κνωσος Knōsos, „пе-ма” за σπερμα сперма.
Чероки писмо углавном користи лажне вокале за консонантске коде, али има и сегментну графему за /s/, која се може употребљавати и као кода и у почетној /sC/ консонантској групи.

## Поређење са латинским алфабетом
Енглески, заједно са многим другим индоевропским језицима као што су немачки и руски, омогућава сложене структуре слога, што чини незграпним писање енглеских речи слоговним писмом. „Чисто” слоговно писмо би захтевало засебан глиф за сваки слог на енглеском језику. Тако би били неопходни засебни симболи за "bag", "beg", "big", "bog", "bug", "bad", "bed", "bid", "bod", "bud", "bead", "bide", "bode", итд. Будући да енглески језик има преко 10.000 различитих могућности за појединачне слогове, слоговно писмо би било веома непогодно за представљање енглеског језика. Међутим, такви чисти системи су ретки. Заобилазно решење овог проблема, заједничко за неколико слоговних писама широм света (укључујући енглеске позајмне речи у јапанском), јесте писање ехо самогласника, као да је кода слога други слог: ba-gu за bag итд. Други уобичајени приступ је да се једноставно занемари кода, тако да се реч bag пише као ba. Ово очигледно не би добро функционисало за енглески, али је то учињено за микенски грчки језик када је корен речи био дуг два или три слога, а кода слога је била слаб сугласник попут н или с (пример: χρυσος chrysos написан као ku-ru-so).